# Conrad Peter Laar
Conrad Peter Laar (22 de marzo de 1853, Hamburgo, Prusia - 11 de febrero de 1929, Bonn, Alemania) fue un químico alemán que definió el concepto de tautomería.

Tautomería etanal-etenol

## Biografía
Laar estudió química entre 1872 y 1879 en el Instituto Politécnico de Hannover y la Universidad de Leipzig, donde consiguió su doctorado. De 1880-1884 trabajó como asistente, entre otros, de Kekulé en Bonn antes de ir a la Universidad Técnica de Hannover donde fue profesor desde 1884 hasta 1888. Después regresó a la Universidad de Bonn, donde desempeño diferentes ocupaciones hasta que consiguió la cátedra de fotoquímica.

## Obra
El 1885 Laar describe, en toda sus extensión, los fenómenos de tautomería y los define en el sentido actual.